# Torneo Apertura 2025 (Guatemala)
El Torneo Apertura 2025 es el 53° torneo corto del fútbol guatemalteco, que dio inicio a la temporada 2025−26 de la Liga Nacional de Fútbol de Guatemala.

## Sistema de competición

### Fase de clasificación
El presente torneo consta de un formato de todos contra todos, para un total de 22 partidos por participante. Los primeros 8 equipos clasificarán a la fase final. Tras la finalización de cada partido se utiliza un sistema de puntos a fin de ordenar a los equipos en la tabla de posiciones, el cual dispone lo siguiente:
- Por victoria, se obtendrán 3 puntos.
- Por empate, se obtendrá 1 punto.
- Por derrota no se obtendrán puntos.

Los partidos que conformen cada fecha, así como el orden de estos serán definidos por sorteo antes de comenzar la competición.
Al finalizar las 22 jornadas, la tabla se ordenará con base en los clubes que hayan obtenido la mayoría de puntos, en caso de empates, se toman los siguientes criterios:
1. Puntos
2. Puntos obtenidos entre los equipos empatados
3. Diferencial de goles
4. Goles anotados
5. Goles anotados en condición visitante.

### Fase final
Al finalizar las 22 fechas totales, los primeros 8 equipos de la tabla general clasifican a la fase final.
Los ocho clubes calificados para esta fase del torneo serán reubicados de acuerdo con el lugar que ocupen en la tabla general al término de la fecha 22, con el puesto del número uno al club mejor clasificado, y así hasta el número 8. Los partidos a esta fase se desarrollarán a visita, en las siguientes etapas:
- Cuartos de final
- Semifinales
- Final

Los partidos de cuartos de final se jugarán de la siguiente manera:
2.° vs 7.°
3.° vs 6.°
4.° vs 5.°
En las semifinales participarán los cuatro clubes vencedores de cuartos de final, reubicándolos del uno al cuatro, de acuerdo a su mejor posición en la tabla General de clasificación al término de la jornada 22 del torneo correspondiente, enfrentándose:
2.° vs 3.°
Finalmente, en la final se enfrentan los dos vencedores de las rondas semifinales. El ganador de la serie final será proclamado como campeón de liga y clasificará a la Copa Centroamericana de Concacaf 2026.

## Equipos participantes

### Relevos
| Pos. | Descendidos de la Liga Nacional 2024–25 |
| ---- | --------------------------------------- |
| 11.º | Xinabajul Huehue (Desafiliado)          |
| 12.º | Deportivo Zacapa (Desafiliado)          |

| Pos. | Ascendidos de la Primera División 2024–25 |
| ---- | ----------------------------------------- |
| 1.º  | Mictlán                                   |
| 2.º  | Aurora                                    |

### Localización
| Equipos por departamento | Equipos por departamento | Equipos por departamento              | Equipos por departamento                                                                                                   |
| Departamento             | N.º                      | Equipos                               | Mapa |
| ------------------------ | ------------------------ | ------------------------------------- | --- |
| Guatemala                | 4                        | Comunicaciones Mixco Municipal Aurora | Comunicaciones Mixco Municipal Marquense Xelajú MC Antigua GFC Achuapa Cobán Imperial Guastatoya Malacateco Mictlán Aurora |
| Jutiapa                  | 2                        | Achuapa Mictlán                       | Comunicaciones Mixco Municipal Marquense Xelajú MC Antigua GFC Achuapa Cobán Imperial Guastatoya Malacateco Mictlán Aurora |
| San Marcos               | 2                        | Malacateco Marquense                  | Comunicaciones Mixco Municipal Marquense Xelajú MC Antigua GFC Achuapa Cobán Imperial Guastatoya Malacateco Mictlán Aurora |
| Alta Verapáz             | 1                        | Cobán Imperial                        | Comunicaciones Mixco Municipal Marquense Xelajú MC Antigua GFC Achuapa Cobán Imperial Guastatoya Malacateco Mictlán Aurora |
| El Progreso              | 1                        | Guastatoya                            | Comunicaciones Mixco Municipal Marquense Xelajú MC Antigua GFC Achuapa Cobán Imperial Guastatoya Malacateco Mictlán Aurora |
| Quetzaltenango           | 1                        | Xelajú MC                             | Comunicaciones Mixco Municipal Marquense Xelajú MC Antigua GFC Achuapa Cobán Imperial Guastatoya Malacateco Mictlán Aurora |
| Sacatepéquez             | 1                        | Antigua GFC                           | Comunicaciones Mixco Municipal Marquense Xelajú MC Antigua GFC Achuapa Cobán Imperial Guastatoya Malacateco Mictlán Aurora |

### Información de clubes
| Club           | Entrenador          | Estadio                                 | Capacidad | Ciudad              | Fundación      | Patrocinador(es) | Kit            |         |                      |                |       |         |                |                                     |            |
| -------------- | ------------------- | --------------------------------------- | --------- | ------------------- | -------------- | --- | -------------- | ------- | -------------------- | -------------- | ----- | ------- | -------------- | ----------------------------------- | ---------- |
| Club           | Entrenador          | Estadio                                 | Capacidad | Ciudad              | Fundación      | Patrocinador(es) | Kit            | Achuapa | Martín Adrián García | Winston Pineda | 7 300 | Jutiapa | 1932 (93 años) | Muni El Progreso Banrural Pan Sinaí | Tuto Sport |
| Antigua GFC    | Mauricio Tapia      | Pensativo                               | 10 000    | Antigua Guatemala   | 1959 (66 años) | Banrural Valvoline Municipalidad Antigua Cayalá Betcris                                                                                            | Nino Sportwear |         |                      |                |       |         |                |                                     |            |
| Aurora FC      | Saúl Phillips       | Guillermo Slowing                       | 8 000     | Amatitlán           | 1945 (80 años) | Tributo Bantrab ECA Electrodos Productos del Aire Pepsi Boxer Cerveza Gallo                                                                        | Tutto Sports   |         |                      |                |       |         |                |                                     |            |
| Cobán Imperial | José Luis Trejo     | José Ángel Rossi                        | 15 000    | Cobán               | 1936 (89 años) | Valvoline Domino's Pizza Bantrab Pepsi Mayafert | MG             |         |                      |                |       |         |                |                                     |            |
| Comunicaciones | Roberto Hernández   | Cementos Progreso y Carlos Salazar Hijo | 17 000    | Ciudad de Guatemala | 1949 (76 años) | Forza Delivery Z Gas Banrural Taco Bell Gana777 Gulf Oil Pepsi                                                                                     | Adidas         |         |                      |                |       |         |                |                                     |            |
| Guastatoya     | Ariel Sena          | David Cordón Hichos                     | 3 100     | Guastatoya          | 1990 (35 años) | Banrural Municipalidad de Guastatoya | Tuto Sport     |         |                      |                |       |         |                |                                     |            |
| Malacateco     | José Guadalupe Cruz | Santa Lucía                             | 8 000     | Malacatán           | 1962 (63 años) | Valvoline Farmacias Batres Bantrab Panadería Santa Lucía Starbus MUNI Betcris                                                                      | Silver Sport   |         |                      |                |       |         |                |                                     |            |
| Marquense      | Hernán Medford      | Marquesa de la Ensenada                 | 11 000    | San Marcos          | 1958 (67 años) | Farmacias Rogil Dos Pinos Municipalidad de San Marcos Bantrab ChapinWin Droguerias y Farmacias Universal Holcim Mercadeo Inmobiliario Acredicom RL | Guza−Sport     |         |                      |                |       |         |                |                                     |            |
| Mictlán        | Adrián García Arias | La Asunción                             | 4 000     | Asunción Mita       | 1960 (60 años) | Los Amates Alimentos MuniMita Gana777 Agroveterinaria Morales Lucero's Night Club                                                                  | Tuto Sport     |         |                      |                |       |         |                |                                     |            |
| Mixco          | Fabricio Benítez    | Santo Domingo de Guzmán                 | 5 100     | Mixco               | 1964 (58 años) | Top 1 Z Gas Muni Mixco Banrural Gana777 | JM12           |         |                      |                |       |         |                |                                     |            |
| Municipal      | Mario Acevedo Ruiz  | Manuel Felipe Carrera "El Trébol"       | 8 000     | Ciudad de Guatemala | 1936 (89 años) | Forza Delivery Z Gas Banrural Betcris Molsa | Umbro          |         |                      |                |       |         |                |                                     |            |
| Xelajú MC      | Amarini Villatoro   | Mario Camposeco                         | 11 226    | Quetzaltenango      | 1942 (83 años) | Forza Delivery Farmacias Batres Banrural Pepsi Elektra JA Vásquez Domino's Pizza                                                                   | Kelme          |         |                      |                |       |         |                |                                     |            |

### Derechos de transmisión
| Club           | TV Abierta      | Tv de paga      | Internet    | EE. UU.      |
| -------------- | --------------- | --------------- | ----------- | ------------ |
| Achuapa        | N/A             | Claro Sports    | N/A         | N/A          |
| Antigua GFC    | N/A             | Tigo Sports     | Tigo Sports | Fox Deportes |
| Aurora FC      | N/A             | Tigo Sports     | Tigo Sports | Fox Deportes |
| Cobán Imperial | N/A             | Tigo Sports     | Tigo Sports | Fox Deportes |
| Comunicaciones | Canal 11        | Tigo Sports     | Tigo Sports | Fox Deportes |
| Comunicaciones | Canal 11        | Tigo Sports     | Tigo Sports | Fox Deportes |
| Comunicaciones | Canal 11        | Canal 11        | Chapín TV   | TeleCentro   |
| Guastatoya     | N/A             | Claro Sports    | N/A         | N/A          |
| Malacateco     | N/A             | Claro Sports    | N/A         | N/A          |
| Marquense      | N/A             | Tigo Sports     | Tigo Sports | Fox Deportes |
| Mictlán        | TV Azteca Guate | TV Azteca Guate | Azteca Play | N/A          |
| Mixco          | TV Azteca Guate | TV Azteca Guate | Azteca Play | N/A          |
| Municipal      | Canal 11        | Tigo Sports     | Tigo Sports | Fox Deportes |
| Municipal      | Canal 11        | Canal 11        | Chapín TV   | TeleCentro   |
| Xelajú MC      | N/A             | Tigo Sports     | Tigo Sports | Fox Deportes |

## Fase de clasificación

### Tabla general
| Pos. | Equipo         | Pts. | PJ | G | E | P | GF | GC | Dif. | Clasificación      |
| ---- | -------------- | ---- | -- | - | - | - | -- | -- | ---- | ------------------ |
| 1    | Mixco          | 13   | 5  | 4 | 1 | 0 | 6  | 2  | +4   | Fase Final         |
| 2    | Municipal      | 11   | 5  | 3 | 2 | 0 | 9  | 6  | +3   | Fase Final         |
| 3    | Aurora F.C.    | 10   | 5  | 3 | 1 | 1 | 8  | 6  | +2   | Fase Final         |
| 4    | Antigua GFC    | 9    | 5  | 3 | 0 | 2 | 9  | 5  | +4   | Fase Final         |
| 5    | Comunicaciones | 8    | 8  | 2 | 2 | 4 | 5  | 4  | +1   | Fase Final         |
| 6    | Achuapa        | 6    | 5  | 1 | 3 | 1 | 7  | 6  | +1   | Fase Final         |
| 7    | Marquense      | 5    | 5  | 1 | 2 | 2 | 2  | 7  | −5   | Fase Final         |
| 8    | Malacateco     | 4    | 5  | 1 | 1 | 3 | 7  | 9  | −2   | Fase Final         |
| 9    | Cobán Imperial | 4    | 5  | 1 | 1 | 3 | 3  | 5  | −2   |                    |
| 10   | Xelajú MC      | 4    | 4  | 1 | 1 | 2 | 2  | 4  | −2   |                    |
| 11   | Mictlán        | 3    | 5  | 0 | 3 | 2 | 2  | 6  | −4   | Riesgo de descenso |
| 12   | Guastatoya     | 1    | 4  | 0 | 1 | 3 | 3  | 6  | −3   | Riesgo de descenso |

Actualizado a los partidos jugados el 17 de agosto de 2025.
 Fuente: Guatefutbol
Criterios de clasificación: Puntos · Diferencia de goles · Goles a favor · Play-off

### Resultados
| Local \ Visitante | ACH | ANT | AUR | COB | COM | GST | MAL | MAR | MIX | MIC | MUN | XEL |
| ----------------- | --- | --- | --- | --- | --- | --- | --- | --- | --- | --- | --- | --- |
| Achuapa           | —   | 2–0 |     |     |     |     |     |     |     |     | 2–2 |     |
| Antigua GFC       |     | —   |     |     |     |     |     | 3–0 |     | 2–0 |     |     |
| Aurora            |     | 3–2 | —   |     |     | 1–0 |     | 1–1 |     |     |     |     |
| Cobán Imperial    | 2–2 |     |     | —   |     |     |     |     | 0–1 |     | 0–1 |     |
| Comunicaciones    |     |     |     |     | —   | 2–2 |     | 3–0 |     | 2–0 |     |     |
| Guastatoya        |     |     |     | 0–1 |     | —   | 1–2 |     |     |     |     |     |
| Malacateco        |     |     |     |     |     |     | —   |     | 1–2 |     | 2–3 | 0–1 |
| Marquense         | 0–0 |     |     | 1–0 |     |     |     | —   |     |     |     |     |
| Mixco             |     |     |     |     | 1–0 |     |     |     | —   |     |     | 2–1 |
| Mictlán           |     |     |     |     |     |     | 2–2 |     | 0–0 | —   |     |     |
| Municipal         |     |     | 2–1 |     | 1–1 |     |     |     |     |     | —   |     |
| Xelajú MC         |     | 0–2 |     |     |     |     |     |     |     | 0–0 |     | —   |

## Fechas
| Jornada 1      | Jornada 1 | Jornada 1  | Jornada 1           | Jornada 1   | Jornada 1 | Jornada 1           |
| Local          | Resultado | Visitante  | Estadio             | Fecha       | Hora      | Árbitro             |
| -------------- | --------- | ---------- | ------------------- | ----------- | --------- | ------------------- |
| Cobán Imperial | 0–1       | Mixco      | José Ángel Rossi    | 19 de julio | 15:00     | Erick Orozco        |
| Antigua GFC    | 3–0       | Marquense  | Pensativo           | 19 de julio | 18:00     | Wildomar Ramírez    |
| Malacateco     | 0–1       | Xelajú MC  | Santa Lucía         | 19 de julio | 20:00     | Cristhofer Corado   |
| Aurora FC      | 1–0       | Guastatoya | Guillermo Slowing   | 20 de julio | 11:00     | Enrique De la Rosa  |
| Achuapa        | 2–2       | Municipal  | Winston Pineda      | 20 de julio | 15:00     | Diego Ojer González |
| Comunicaciones | 2–0       | Mictlán    | Carlos Salazar Hijo | 20 de julio | 17:00     | Kevyn Cacao         |

| Jornada 2  | Jornada 2 | Jornada 2      | Jornada 2               | Jornada 2   | Jornada 2 | Jornada 2        |
| Local      | Resultado | Visitante      | Estadio                 | Fecha       | Hora      | Árbitro          |
| ---------- | --------- | -------------- | ----------------------- | ----------- | --------- | ---------------- |
| Xelajú MC  | 0–2       | Antigua GFC    | Mario Camposeco         | 25 de julio | 20:00     | Mario Escobar    |
| Mixco      | 1–0       | Comunicaciones | Santo Domingo           | 26 de julio | 14:00     | Orlando Alvarado |
| Municipal  | 2–1       | Aurora FC      | Manuel Felipe Carrera   | 26 de julio | 16:00     | Walter López     |
| Mictlán    | 2–2       | Malacateco     | La Asunción             | 26 de julio | 18:00     | Julio Luna       |
| Marquense  | 0–0       | Achuapa        | Marquesa de la Ensenada | 26 de julio | 20:00     | Kevyn Cacao      |
| Guastatoya | 0–1       | Cobán Imperial | David Cordón Hichos     | 27 de julio | 15:00     | Wildomar Ramírez |

| Jornada 3      | Jornada 3 | Jornada 3   | Jornada 3           | Jornada 3   | Jornada 3 | Jornada 3         |
| Local          | Resultado | Visitante   | Estadio             | Fecha       | Hora      | Árbitro           |
| -------------- | --------- | ----------- | ------------------- | ----------- | --------- | ----------------- |
| Malacateco     | 1–2       | Mixco       | Santa Lucía         | 1 de agosto | 19:00     | Wildomar Ramírez  |
| Achuapa        | 2–0       | Antigua GFC | Winston Pineda      | 2 de agosto | 14:00     | Cristhofer Corado |
| Xelajú MC      | 0–0       | Mictlán     | Mario Camposeco     | 2 de agosto | 20:00     | Sergio Reyna      |
| Aurora FC      | 1–1       | Marquense   | Guillermo Slowing   | 3 de agosto | 11:00     | Juan Morales      |
| Cobán Imperial | 0–1       | Municipal   | José Ángel Rossi    | 3 de agosto | 15:00     | Stib Morales      |
| Comunicaciones | 2–2       | Guastatoya  | Carlos Salazar Hijo | 3 de agosto | 17:00     | Erick Orozco      |

| Jornada 4   | Jornada 4 | Jornada 4      | Jornada 4               | Jornada 4    | Jornada 4 | Jornada 4           |
| Local       | Resultado | Visitante      | Estadio                 | Fecha        | Hora      | Árbitro             |
| ----------- | --------- | -------------- | ----------------------- | ------------ | --------- | ------------------- |
| Mixco       | 2–1       | Xelajú MC      | Santo Domingo           | 9 de agosto  | 15:00     | Walter López        |
| Guastatoya  | 1–2       | Malacateco     | David Cordón Hichos     | 9 de agosto  | 17:00     | Cristhofer Corado   |
| Antigua GFC | 2–0       | Mictlán        | Pensativo               | 9 de agosto  | 19:00     | Stib Morales        |
| Achuapa     | 1–2       | Aurora FC      | Winston Pineda          | 10 de agosto | 14:00     | Bryan López         |
| Municipal   | 1–1       | Comunicaciones | Manuel Felipe Carrera   | 10 de agosto | 17:00     | Mario Escobar       |
| Marquense   | 1–0       | Cobán Imperial | Marquesa de la Ensenada | 10 de agosto | 19:00     | Diego Ojer González |

| Jornada 5      | Jornada 5 | Jornada 5   | Jornada 5         | Jornada 5    | Jornada 5 | Jornada 5     |
| Local          | Resultado | Visitante   | Estadio           | Fecha        | Hora      | Árbitro       |
| -------------- | --------- | ----------- | ----------------- | ------------ | --------- | ------------- |
| Aurora FC      | 3–2       | Antigua GFC | Guillermo Slowing | 16 de agosto | 11:00     | Erick Orozco  |
| Malacateco     | 2–3       | Municipal   | Santa Lucía       | 16 de agosto | 11:00     | Walter López  |
| Cobán Imperial | 2–2       | Achuapa     | José Ángel Rossi  | 16 de agosto | 15:00     | Mario Escobar |
| Mictlán        | 0–0       | Mixco       | La Asunción       | 17 de agosto | 15:00     | Allan Monroy  |
| Comunicaciones | –         | Marquense   | Cementos Progreso | 17 de agosto | 17:00     | Stib Morales  |
| Xelajú MC      | –         | Guastatoya  | Mario Camposeco   | 17 de agosto | 20:00     | Bryan López   |

| Jornada 6   | Jornada 6 | Jornada 6      | Jornada 6               | Jornada 6    | Jornada 6 | Jornada 6 |
| Local       | Resultado | Visitante      | Estadio                 | Fecha        | Hora      | Árbitro   |
| ----------- | --------- | -------------- | ----------------------- | ------------ | --------- | --------- |
| Antigua GFC | –         | Mixco          | Pensativo               | 22 de agosto | 19:00     |           |
| Guastatoya  | –         | Mictlán        | David Cordón Hichos     | 23 de agosto | 16:00     |           |
| Municipal   | –         | Xelajú MC      | Manuel Felipe Carrera   | 23 de agosto | 18:00     |           |
| Aurora FC   | –         | Cobán Imperial | Guillermo Slowing       | 24 de agosto | 11:00     |           |
| Achuapa     | –         | Comunicaciones | Winston Pineda          | 24 de agosto | 14:00     |           |
| Marquense   | –         | Malacateco     | Marquesa de la Ensenada | 24 de agosto | 19:00     |           |

| Jornada 7      | Jornada 7 | Jornada 7   | Jornada 7         | Jornada 7    | Jornada 7 | Jornada 7 |
| Local          | Resultado | Visitante   | Estadio           | Fecha        | Hora      | Árbitro   |
| -------------- | --------- | ----------- | ----------------- | ------------ | --------- | --------- |
| Mixco          | –         | Guastatoya  | Santo Domingo     | 30 de agosto | 15:00     |           |
| Comunicaciones | –         | Aurora FC   | Cementos Progreso | 30 de agosto | 17:00     |           |
| Malacateco     | –         | Achuapa     | Santa Lucía       | 30 de agosto | 19:30     |           |
| Cobán Imperial | –         | Antigua GFC | José Ángel Rossi  | 31 de agosto | 15:00     |           |
| Mictlán        | –         | Municipal   | La Asunción       | 31 de agosto | 18:00     |           |
| Xelajú MC      | –         | Marquense   | Mario Camposeco   | 31 de agosto | 20:00     |           |

| Jornada 8      | Jornada 8 | Jornada 8      | Jornada 8               | Jornada 8       | Jornada 8 | Jornada 8 |
| Local          | Resultado | Visitante      | Estadio                 | Fecha           | Hora      | Árbitro   |
| -------------- | --------- | -------------- | ----------------------- | --------------- | --------- | --------- |
| Cobán Imperial | -         | Comunicaciones | José Ángel Rossi        | 3 de septiembre | 15:00     |           |
| Municipal      | -         | Mixco          | Manuel Felipe Carrera   | 3 de septiembre | 19:00     |           |
| Antigua GFC    | -         | Guastatoya     | Pensativo               | 6 de septiembre | 19:00     |           |
| Marquense      | -         | Mictlán        | Marquesa de la Ensenada | 6 de septiembre | 20:00     |           |
| Aurora FC      | -         | Malacateco     | Guillermo Slowing       | 7 de septiembre | 11:00     |           |
| Achuapa        | -         | Xelajú MC      | Winston Pineda          | 7 de septiembre | 15:00     |           |

| Jornada 9      | Jornada 9 | Jornada 9      | Jornada 9           | Jornada 9        | Jornada 9 | Jornada 9 |
| Local          | Resultado | Visitante      | Estadio             | Fecha            | Hora      | Árbitro   |
| -------------- | --------- | -------------- | ------------------- | ---------------- | --------- | --------- |
| Malacateco     | -         | Cobán Imperial | Santa Lucía         | 12 de septiembre | 19:00     |           |
| Mixco          | -         | Marquense      | Santo Domingo       | 13 de septiembre | 15:00     |           |
| Comunicaciones | -         | Antigua GFC    | Cementos Progreso   | 13 de septiembre | 17:00     |           |
| Mictlán        | -         | Achuapa        | La Asunción         | 13 de septiembre | 19:00     |           |
| Xelajú MC      | -         | Aurora FC      | Mario Camposeco     | 13 de septiembre | 21:00     |           |
| Guastatoya     | -         | Municipal      | David Cordón Hichos | 14 de septiembre | 15:00     |           |

| Jornada 10 | Jornada 10 | Jornada 10 | Jornada 10 | Jornada 10 | Jornada 10 | Jornada 10 |
| Local      | Resultado  | Visitante  | Estadio    | Fecha      | Hora       | Árbitro    |
| ---------- | ---------- | ---------- | ---------- | ---------- | ---------- | ---------- |
|            |            |            |            |            |            |            |
|            |            |            |            |            |            |            |
|            |            |            |            |            |            |            |
|            |            |            |            |            |            |            |
|            |            |            |            |            |            |            |
|            |            |            |            |            |            |            |

| Jornada 11 | Jornada 11 | Jornada 11 | Jornada 11 | Jornada 11 | Jornada 11 | Jornada 11 |
| Local      | Resultado  | Visitante  | Estadio    | Fecha      | Hora       | Árbitro    |
| ---------- | ---------- | ---------- | ---------- | ---------- | ---------- | ---------- |
|            |            |            |            |            |            |            |
|            |            |            |            |            |            |            |
|            |            |            |            |            |            |            |
|            |            |            |            |            |            |            |
|            |            |            |            |            |            |            |
|            |            |            |            |            |            |            |

| Jornada 1      | Jornada 1 | Jornada 1  | Jornada 1           | Jornada 1   | Jornada 1 | Jornada 1           |
| Local          | Resultado | Visitante  | Estadio             | Fecha       | Hora      | Árbitro             |
| -------------- | --------- | ---------- | ------------------- | ----------- | --------- | ------------------- |
| Cobán Imperial | 0–1       | Mixco      | José Ángel Rossi    | 19 de julio | 15:00     | Erick Orozco        |
| Antigua GFC    | 3–0       | Marquense  | Pensativo           | 19 de julio | 18:00     | Wildomar Ramírez    |
| Malacateco     | 0–1       | Xelajú MC  | Santa Lucía         | 19 de julio | 20:00     | Cristhofer Corado   |
| Aurora FC      | 1–0       | Guastatoya | Guillermo Slowing   | 20 de julio | 11:00     | Enrique De la Rosa  |
| Achuapa        | 2–2       | Municipal  | Winston Pineda      | 20 de julio | 15:00     | Diego Ojer González |
| Comunicaciones | 2–0       | Mictlán    | Carlos Salazar Hijo | 20 de julio | 17:00     | Kevyn Cacao         |

| Jornada 2  | Jornada 2 | Jornada 2      | Jornada 2               | Jornada 2   | Jornada 2 | Jornada 2        |
| Local      | Resultado | Visitante      | Estadio                 | Fecha       | Hora      | Árbitro          |
| ---------- | --------- | -------------- | ----------------------- | ----------- | --------- | ---------------- |
| Xelajú MC  | 0–2       | Antigua GFC    | Mario Camposeco         | 25 de julio | 20:00     | Mario Escobar    |
| Mixco      | 1–0       | Comunicaciones | Santo Domingo           | 26 de julio | 14:00     | Orlando Alvarado |
| Municipal  | 2–1       | Aurora FC      | Manuel Felipe Carrera   | 26 de julio | 16:00     | Walter López     |
| Mictlán    | 2–2       | Malacateco     | La Asunción             | 26 de julio | 18:00     | Julio Luna       |
| Marquense  | 0–0       | Achuapa        | Marquesa de la Ensenada | 26 de julio | 20:00     | Kevyn Cacao      |
| Guastatoya | 0–1       | Cobán Imperial | David Cordón Hichos     | 27 de julio | 15:00     | Wildomar Ramírez |

| Jornada 3      | Jornada 3 | Jornada 3   | Jornada 3           | Jornada 3   | Jornada 3 | Jornada 3         |
| Local          | Resultado | Visitante   | Estadio             | Fecha       | Hora      | Árbitro           |
| -------------- | --------- | ----------- | ------------------- | ----------- | --------- | ----------------- |
| Malacateco     | 1–2       | Mixco       | Santa Lucía         | 1 de agosto | 19:00     | Wildomar Ramírez  |
| Achuapa        | 2–0       | Antigua GFC | Winston Pineda      | 2 de agosto | 14:00     | Cristhofer Corado |
| Xelajú MC      | 0–0       | Mictlán     | Mario Camposeco     | 2 de agosto | 20:00     | Sergio Reyna      |
| Aurora FC      | 1–1       | Marquense   | Guillermo Slowing   | 3 de agosto | 11:00     | Juan Morales      |
| Cobán Imperial | 0–1       | Municipal   | José Ángel Rossi    | 3 de agosto | 15:00     | Stib Morales      |
| Comunicaciones | 2–2       | Guastatoya  | Carlos Salazar Hijo | 3 de agosto | 17:00     | Erick Orozco      |

| Jornada 4   | Jornada 4 | Jornada 4      | Jornada 4               | Jornada 4    | Jornada 4 | Jornada 4           |
| Local       | Resultado | Visitante      | Estadio                 | Fecha        | Hora      | Árbitro             |
| ----------- | --------- | -------------- | ----------------------- | ------------ | --------- | ------------------- |
| Mixco       | 2–1       | Xelajú MC      | Santo Domingo           | 9 de agosto  | 15:00     | Walter López        |
| Guastatoya  | 1–2       | Malacateco     | David Cordón Hichos     | 9 de agosto  | 17:00     | Cristhofer Corado   |
| Antigua GFC | 2–0       | Mictlán        | Pensativo               | 9 de agosto  | 19:00     | Stib Morales        |
| Achuapa     | 1–2       | Aurora FC      | Winston Pineda          | 10 de agosto | 14:00     | Bryan López         |
| Municipal   | 1–1       | Comunicaciones | Manuel Felipe Carrera   | 10 de agosto | 17:00     | Mario Escobar       |
| Marquense   | 1–0       | Cobán Imperial | Marquesa de la Ensenada | 10 de agosto | 19:00     | Diego Ojer González |

| Jornada 5      | Jornada 5 | Jornada 5   | Jornada 5         | Jornada 5    | Jornada 5 | Jornada 5     |
| Local          | Resultado | Visitante   | Estadio           | Fecha        | Hora      | Árbitro       |
| -------------- | --------- | ----------- | ----------------- | ------------ | --------- | ------------- |
| Aurora FC      | 3–2       | Antigua GFC | Guillermo Slowing | 16 de agosto | 11:00     | Erick Orozco  |
| Malacateco     | 2–3       | Municipal   | Santa Lucía       | 16 de agosto | 11:00     | Walter López  |
| Cobán Imperial | 2–2       | Achuapa     | José Ángel Rossi  | 16 de agosto | 15:00     | Mario Escobar |
| Mictlán        | 0–0       | Mixco       | La Asunción       | 17 de agosto | 15:00     | Allan Monroy  |
| Comunicaciones | –         | Marquense   | Cementos Progreso | 17 de agosto | 17:00     | Stib Morales  |
| Xelajú MC      | –         | Guastatoya  | Mario Camposeco   | 17 de agosto | 20:00     | Bryan López   |

| Jornada 6   | Jornada 6 | Jornada 6      | Jornada 6               | Jornada 6    | Jornada 6 | Jornada 6 |
| Local       | Resultado | Visitante      | Estadio                 | Fecha        | Hora      | Árbitro   |
| ----------- | --------- | -------------- | ----------------------- | ------------ | --------- | --------- |
| Antigua GFC | –         | Mixco          | Pensativo               | 22 de agosto | 19:00     |           |
| Guastatoya  | –         | Mictlán        | David Cordón Hichos     | 23 de agosto | 16:00     |           |
| Municipal   | –         | Xelajú MC      | Manuel Felipe Carrera   | 23 de agosto | 18:00     |           |
| Aurora FC   | –         | Cobán Imperial | Guillermo Slowing       | 24 de agosto | 11:00     |           |
| Achuapa     | –         | Comunicaciones | Winston Pineda          | 24 de agosto | 14:00     |           |
| Marquense   | –         | Malacateco     | Marquesa de la Ensenada | 24 de agosto | 19:00     |           |

| Jornada 7      | Jornada 7 | Jornada 7   | Jornada 7         | Jornada 7    | Jornada 7 | Jornada 7 |
| Local          | Resultado | Visitante   | Estadio           | Fecha        | Hora      | Árbitro   |
| -------------- | --------- | ----------- | ----------------- | ------------ | --------- | --------- |
| Mixco          | –         | Guastatoya  | Santo Domingo     | 30 de agosto | 15:00     |           |
| Comunicaciones | –         | Aurora FC   | Cementos Progreso | 30 de agosto | 17:00     |           |
| Malacateco     | –         | Achuapa     | Santa Lucía       | 30 de agosto | 19:30     |           |
| Cobán Imperial | –         | Antigua GFC | José Ángel Rossi  | 31 de agosto | 15:00     |           |
| Mictlán        | –         | Municipal   | La Asunción       | 31 de agosto | 18:00     |           |
| Xelajú MC      | –         | Marquense   | Mario Camposeco   | 31 de agosto | 20:00     |           |

| Jornada 8      | Jornada 8 | Jornada 8      | Jornada 8               | Jornada 8       | Jornada 8 | Jornada 8 |
| Local          | Resultado | Visitante      | Estadio                 | Fecha           | Hora      | Árbitro   |
| -------------- | --------- | -------------- | ----------------------- | --------------- | --------- | --------- |
| Cobán Imperial | -         | Comunicaciones | José Ángel Rossi        | 3 de septiembre | 15:00     |           |
| Municipal      | -         | Mixco          | Manuel Felipe Carrera   | 3 de septiembre | 19:00     |           |
| Antigua GFC    | -         | Guastatoya     | Pensativo               | 6 de septiembre | 19:00     |           |
| Marquense      | -         | Mictlán        | Marquesa de la Ensenada | 6 de septiembre | 20:00     |           |
| Aurora FC      | -         | Malacateco     | Guillermo Slowing       | 7 de septiembre | 11:00     |           |
| Achuapa        | -         | Xelajú MC      | Winston Pineda          | 7 de septiembre | 15:00     |           |

| Jornada 9      | Jornada 9 | Jornada 9      | Jornada 9           | Jornada 9        | Jornada 9 | Jornada 9 |
| Local          | Resultado | Visitante      | Estadio             | Fecha            | Hora      | Árbitro   |
| -------------- | --------- | -------------- | ------------------- | ---------------- | --------- | --------- |
| Malacateco     | -         | Cobán Imperial | Santa Lucía         | 12 de septiembre | 19:00     |           |
| Mixco          | -         | Marquense      | Santo Domingo       | 13 de septiembre | 15:00     |           |
| Comunicaciones | -         | Antigua GFC    | Cementos Progreso   | 13 de septiembre | 17:00     |           |
| Mictlán        | -         | Achuapa        | La Asunción         | 13 de septiembre | 19:00     |           |
| Xelajú MC      | -         | Aurora FC      | Mario Camposeco     | 13 de septiembre | 21:00     |           |
| Guastatoya     | -         | Municipal      | David Cordón Hichos | 14 de septiembre | 15:00     |           |

| Jornada 10 | Jornada 10 | Jornada 10 | Jornada 10 | Jornada 10 | Jornada 10 | Jornada 10 |
| Local      | Resultado  | Visitante  | Estadio    | Fecha      | Hora       | Árbitro    |
| ---------- | ---------- | ---------- | ---------- | ---------- | ---------- | ---------- |
|            |            |            |            |            |            |            |
|            |            |            |            |            |            |            |
|            |            |            |            |            |            |            |
|            |            |            |            |            |            |            |
|            |            |            |            |            |            |            |
|            |            |            |            |            |            |            |

| Jornada 11 | Jornada 11 | Jornada 11 | Jornada 11 | Jornada 11 | Jornada 11 | Jornada 11 |
| Local      | Resultado  | Visitante  | Estadio    | Fecha      | Hora       | Árbitro    |
| ---------- | ---------- | ---------- | ---------- | ---------- | ---------- | ---------- |
|            |            |            |            |            |            |            |
|            |            |            |            |            |            |            |
|            |            |            |            |            |            |            |
|            |            |            |            |            |            |            |
|            |            |            |            |            |            |            |
|            |            |            |            |            |            |            |

| Jornada 12 | Jornada 12 | Jornada 12 | Jornada 12 | Jornada 12 | Jornada 12 | Jornada 12 |
| Local      | Resultado  | Visitante  | Estadio    | Fecha      | Hora       | Árbitro    |
| ---------- | ---------- | ---------- | ---------- | ---------- | ---------- | ---------- |
|            |            |            |            |            |            |            |
|            |            |            |            |            |            |            |
|            |            |            |            |            |            |            |
|            |            |            |            |            |            |            |
|            |            |            |            |            |            |            |
|            |            |            |            |            |            |            |

| Jornada 13 | Jornada 13 | Jornada 13 | Jornada 13 | Jornada 13 | Jornada 13 | Jornada 13 |
| Local      | Resultado  | Visitante  | Estadio    | Fecha      | Hora       | Árbitro    |
| ---------- | ---------- | ---------- | ---------- | ---------- | ---------- | ---------- |
|            |            |            |            |            |            |            |
|            |            |            |            |            |            |            |
|            |            |            |            |            |            |            |
|            |            |            |            |            |            |            |
|            |            |            |            |            |            |            |
|            |            |            |            |            |            |            |

| Jornada 14 | Jornada 14 | Jornada 14 | Jornada 14 | Jornada 14 | Jornada 14 | Jornada 14 |
| Local      | Resultado  | Visitante  | Estadio    | Fecha      | Hora       | Árbitro    |
| ---------- | ---------- | ---------- | ---------- | ---------- | ---------- | ---------- |
|            |            |            |            |            |            |            |
|            |            |            |            |            |            |            |
|            |            |            |            |            |            |            |
|            |            |            |            |            |            |            |
|            |            |            |            |            |            |            |
|            |            |            |            |            |            |            |

| Jornada 15 | Jornada 15 | Jornada 15 | Jornada 15 | Jornada 15 | Jornada 15 | Jornada 15 |
| Local      | Resultado  | Visitante  | Estadio    | Fecha      | Hora       | Árbitro    |
| ---------- | ---------- | ---------- | ---------- | ---------- | ---------- | ---------- |
|            |            |            |            |            |            |            |
|            |            |            |            |            |            |            |
|            |            |            |            |            |            |            |
|            |            |            |            |            |            |            |
|            |            |            |            |            |            |            |
|            |            |            |            |            |            |            |

| Jornada 16 | Jornada 16 | Jornada 16 | Jornada 16 | Jornada 16 | Jornada 16 | Jornada 16 |
| Local      | Resultado  | Visitante  | Estadio    | Fecha      | Hora       | Árbitro    |
| ---------- | ---------- | ---------- | ---------- | ---------- | ---------- | ---------- |
|            |            |            |            |            |            |            |
|            |            |            |            |            |            |            |
|            |            |            |            |            |            |            |
|            |            |            |            |            |            |            |
|            |            |            |            |            |            |            |
|            |            |            |            |            |            |            |

| Jornada 17 | Jornada 17 | Jornada 17 | Jornada 17 | Jornada 17 | Jornada 17 | Jornada 17 |
| Local      | Resultado  | Visitante  | Estadio    | Fecha      | Hora       | Árbitro    |
| ---------- | ---------- | ---------- | ---------- | ---------- | ---------- | ---------- |
|            |            |            |            |            |            |            |
|            |            |            |            |            |            |            |
|            |            |            |            |            |            |            |
|            |            |            |            |            |            |            |
|            |            |            |            |            |            |            |
|            |            |            |            |            |            |            |

| Jornada 18 | Jornada 18 | Jornada 18 | Jornada 18 | Jornada 18 | Jornada 18 | Jornada 18 |
| Local      | Resultado  | Visitante  | Estadio    | Fecha      | Hora       | Árbitro    |
| ---------- | ---------- | ---------- | ---------- | ---------- | ---------- | ---------- |
|            |            |            |            |            |            |            |
|            |            |            |            |            |            |            |
|            |            |            |            |            |            |            |
|            |            |            |            |            |            |            |
|            |            |            |            |            |            |            |
|            |            |            |            |            |            |            |

| Jornada 19 | Jornada 19 | Jornada 19 | Jornada 19 | Jornada 19 | Jornada 19 | Jornada 19 |
| Local      | Resultado  | Visitante  | Estadio    | Fecha      | Hora       | Árbitro    |
| ---------- | ---------- | ---------- | ---------- | ---------- | ---------- | ---------- |
|            |            |            |            |            |            |            |
|            |            |            |            |            |            |            |
|            |            |            |            |            |            |            |
|            |            |            |            |            |            |            |
|            |            |            |            |            |            |            |
|            |            |            |            |            |            |            |

| Jornada 20 | Jornada 20 | Jornada 20 | Jornada 20 | Jornada 20 | Jornada 20 | Jornada 20 |
| Local      | Resultado  | Visitante  | Estadio    | Fecha      | Hora       | Árbitro    |
| ---------- | ---------- | ---------- | ---------- | ---------- | ---------- | ---------- |
|            |            |            |            |            |            |            |
|            |            |            |            |            |            |            |
|            |            |            |            |            |            |            |
|            |            |            |            |            |            |            |
|            |            |            |            |            |            |            |
|            |            |            |            |            |            |            |

| Jornada 21 | Jornada 21 | Jornada 21 | Jornada 21 | Jornada 21 | Jornada 21 | Jornada 21 |
| Local      | Resultado  | Visitante  | Estadio    | Fecha      | Hora       | Árbitro    |
| ---------- | ---------- | ---------- | ---------- | ---------- | ---------- | ---------- |
|            |            |            |            |            |            |            |
|            |            |            |            |            |            |            |
|            |            |            |            |            |            |            |
|            |            |            |            |            |            |            |
|            |            |            |            |            |            |            |
|            |            |            |            |            |            |            |

| Jornada 22 | Jornada 22 | Jornada 22 | Jornada 22 | Jornada 22 | Jornada 22 | Jornada 22 |
| Local      | Resultado  | Visitante  | Estadio    | Fecha      | Hora       | Árbitro    |
| ---------- | ---------- | ---------- | ---------- | ---------- | ---------- | ---------- |
|            |            |            |            |            |            |            |
|            |            |            |            |            |            |            |
|            |            |            |            |            |            |            |
|            |            |            |            |            |            |            |
|            |            |            |            |            |            |            |
|            |            |            |            |            |            |            |

| Jornada 12 | Jornada 12 | Jornada 12 | Jornada 12 | Jornada 12 | Jornada 12 | Jornada 12 |
| Local      | Resultado  | Visitante  | Estadio    | Fecha      | Hora       | Árbitro    |
| ---------- | ---------- | ---------- | ---------- | ---------- | ---------- | ---------- |
|            |            |            |            |            |            |            |
|            |            |            |            |            |            |            |
|            |            |            |            |            |            |            |
|            |            |            |            |            |            |            |
|            |            |            |            |            |            |            |
|            |            |            |            |            |            |            |

| Jornada 13 | Jornada 13 | Jornada 13 | Jornada 13 | Jornada 13 | Jornada 13 | Jornada 13 |
| Local      | Resultado  | Visitante  | Estadio    | Fecha      | Hora       | Árbitro    |
| ---------- | ---------- | ---------- | ---------- | ---------- | ---------- | ---------- |
|            |            |            |            |            |            |            |
|            |            |            |            |            |            |            |
|            |            |            |            |            |            |            |
|            |            |            |            |            |            |            |
|            |            |            |            |            |            |            |
|            |            |            |            |            |            |            |

| Jornada 14 | Jornada 14 | Jornada 14 | Jornada 14 | Jornada 14 | Jornada 14 | Jornada 14 |
| Local      | Resultado  | Visitante  | Estadio    | Fecha      | Hora       | Árbitro    |
| ---------- | ---------- | ---------- | ---------- | ---------- | ---------- | ---------- |
|            |            |            |            |            |            |            |
|            |            |            |            |            |            |            |
|            |            |            |            |            |            |            |
|            |            |            |            |            |            |            |
|            |            |            |            |            |            |            |
|            |            |            |            |            |            |            |

| Jornada 15 | Jornada 15 | Jornada 15 | Jornada 15 | Jornada 15 | Jornada 15 | Jornada 15 |
| Local      | Resultado  | Visitante  | Estadio    | Fecha      | Hora       | Árbitro    |
| ---------- | ---------- | ---------- | ---------- | ---------- | ---------- | ---------- |
|            |            |            |            |            |            |            |
|            |            |            |            |            |            |            |
|            |            |            |            |            |            |            |
|            |            |            |            |            |            |            |
|            |            |            |            |            |            |            |
|            |            |            |            |            |            |            |

| Jornada 16 | Jornada 16 | Jornada 16 | Jornada 16 | Jornada 16 | Jornada 16 | Jornada 16 |
| Local      | Resultado  | Visitante  | Estadio    | Fecha      | Hora       | Árbitro    |
| ---------- | ---------- | ---------- | ---------- | ---------- | ---------- | ---------- |
|            |            |            |            |            |            |            |
|            |            |            |            |            |            |            |
|            |            |            |            |            |            |            |
|            |            |            |            |            |            |            |
|            |            |            |            |            |            |            |
|            |            |            |            |            |            |            |

| Jornada 17 | Jornada 17 | Jornada 17 | Jornada 17 | Jornada 17 | Jornada 17 | Jornada 17 |
| Local      | Resultado  | Visitante  | Estadio    | Fecha      | Hora       | Árbitro    |
| ---------- | ---------- | ---------- | ---------- | ---------- | ---------- | ---------- |
|            |            |            |            |            |            |            |
|            |            |            |            |            |            |            |
|            |            |            |            |            |            |            |
|            |            |            |            |            |            |            |
|            |            |            |            |            |            |            |
|            |            |            |            |            |            |            |

| Jornada 18 | Jornada 18 | Jornada 18 | Jornada 18 | Jornada 18 | Jornada 18 | Jornada 18 |
| Local      | Resultado  | Visitante  | Estadio    | Fecha      | Hora       | Árbitro    |
| ---------- | ---------- | ---------- | ---------- | ---------- | ---------- | ---------- |
|            |            |            |            |            |            |            |
|            |            |            |            |            |            |            |
|            |            |            |            |            |            |            |
|            |            |            |            |            |            |            |
|            |            |            |            |            |            |            |
|            |            |            |            |            |            |            |

| Jornada 19 | Jornada 19 | Jornada 19 | Jornada 19 | Jornada 19 | Jornada 19 | Jornada 19 |
| Local      | Resultado  | Visitante  | Estadio    | Fecha      | Hora       | Árbitro    |
| ---------- | ---------- | ---------- | ---------- | ---------- | ---------- | ---------- |
|            |            |            |            |            |            |            |
|            |            |            |            |            |            |            |
|            |            |            |            |            |            |            |
|            |            |            |            |            |            |            |
|            |            |            |            |            |            |            |
|            |            |            |            |            |            |            |

| Jornada 20 | Jornada 20 | Jornada 20 | Jornada 20 | Jornada 20 | Jornada 20 | Jornada 20 |
| Local      | Resultado  | Visitante  | Estadio    | Fecha      | Hora       | Árbitro    |
| ---------- | ---------- | ---------- | ---------- | ---------- | ---------- | ---------- |
|            |            |            |            |            |            |            |
|            |            |            |            |            |            |            |
|            |            |            |            |            |            |            |
|            |            |            |            |            |            |            |
|            |            |            |            |            |            |            |
|            |            |            |            |            |            |            |

| Jornada 21 | Jornada 21 | Jornada 21 | Jornada 21 | Jornada 21 | Jornada 21 | Jornada 21 |
| Local      | Resultado  | Visitante  | Estadio    | Fecha      | Hora       | Árbitro    |
| ---------- | ---------- | ---------- | ---------- | ---------- | ---------- | ---------- |
|            |            |            |            |            |            |            |
|            |            |            |            |            |            |            |
|            |            |            |            |            |            |            |
|            |            |            |            |            |            |            |
|            |            |            |            |            |            |            |
|            |            |            |            |            |            |            |

| Jornada 22 | Jornada 22 | Jornada 22 | Jornada 22 | Jornada 22 | Jornada 22 | Jornada 22 |
| Local      | Resultado  | Visitante  | Estadio    | Fecha      | Hora       | Árbitro    |
| ---------- | ---------- | ---------- | ---------- | ---------- | ---------- | ---------- |
|            |            |            |            |            |            |            |
|            |            |            |            |            |            |            |
|            |            |            |            |            |            |            |
|            |            |            |            |            |            |            |
|            |            |            |            |            |            |            |
|            |            |            |            |            |            |            |